# Amphioplus incisus
Amphioplus incisus är en ormstjärneart som beskrevs av George Richard Lyman 1883. Amphioplus incisus ingår i släktet Amphioplus och familjen trådormstjärnor. Inga underarter finns listade i Catalogue of Life.